# She Knows
She Knows è un singolo del cantante statunitense Ne-Yo in collaborazione con Juicy J, estratto come secondo singolo dall'album Non-Fiction. Pubblicato il 16 settembre 2014 dalla Motown Records.

## Descrizione
Il brano è stato scritto da Ne-Yo e da Juicy J, e prodotto da Dr. Luke. Nella canzone il cantante descrive una ragazza che fa la ballerina negli Strip Club e descrive tutto ciò che gli piace di lei.

## Video musicale
Il video musicale della canzone è stato girato a Los Angeles nel settembre del 2014.
Il video musicale inizia con una scena dove Ne-Yo si trova in un campo da basket e nello sfondo ci sono delle Strippers, successivamente si vede il cantante in un supermercato che cerca qualcosa e ad un certo punto si trova davanti una stripper e si ferma a fissarla, la stessa scena si ripeterà in una biblioteca e in un parco, nella scena successiva si vede Juicy J nel suo ufficio che si ferma a fissare una stripper, ed a un certo punto arriva anche Ne-Yo, la scena finale mostra i due cantanti cantare nel campo da basket con tantissime ballerine sullo sfondo.

## Classifiche
| Classifica        | Posizione più alta |
| ----------------- | ------------------ |
| Belgio (Fiandre)  | 52                 |
| Belgio (Vallonia) | 23                 |
| Canada            | 85                 |
| Regno Unito       | 28                 |
| Stati Uniti       | 19                 |
| Stati Uniti (R&B) | 4                  |